# ピチャー

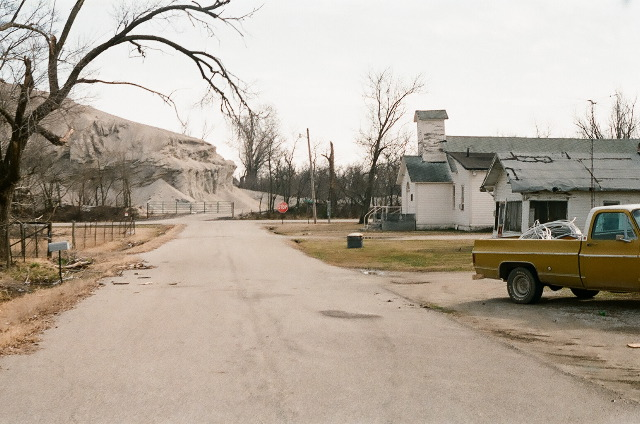
鉱山より排出された鉱滓が町の非常に近い箇所に積み上げられている。（サウス・ツリース通りで撮影）（2008年）

ピチャー（英語: Picher）は、アメリカ合衆国オクラホマ州北東のオタワ郡にかつて存在した町で、現在はゴーストタウンとなっている。100年以上もの間、トライステート鉱山地区の中心として、鉛と亜鉛採掘の国内中心地として知られていた。
何十年もの間、無制限に地下採掘がおこなわれた結果、ピチャーの町に建つ建築物のほとんどが危険な地盤破壊に晒されているうえ、この地域の至る所に有毒金属に汚染された鉱滓が積み上げられた巨大な鉱滓山が残されている。この崩壊リスクや地下水の汚染、そして鉱滓山による健康被害の発覚、そして地表近くに掘削された坑道によって、この地域は、アメリカ合衆国環境保護庁によって、1980年にタール・クリーク・スーパーファンド・サイトに組み込まれた。
州は、この問題に対して緩和や改善の試みを協同で行ったものの、1994年の検査の結果、ピチャーに住む子供の34%が、周辺環境を原因とする鉛中毒に侵されていることが判明した。この結果は、一生に亘って神経の問題を抱えることを意味していた。そして遂には、アメリカ合衆国環境保護庁とオクラホマ州は、強制移住と町域全体の買収に合意した。同様に重金属汚染された衛星都市として、カンザス州ツリースやオクラホマ州カーディンがあり、ピチャーと同じくタール・クリーク・スーパーファンド・サイトに組み込まれている。
2006年に行われたアメリカ陸軍工兵司令部の研究は、ピチャーの建物の86%が、酷い地盤沈下に晒されており、いつ崩壊してもおかしくない状況にあることを示している。2008年5月に発生したEFスケール4の竜巻によって150棟もの家屋が破壊されたことで、残っていた人員の移住が促される結果となった。
2009年9月1日、オクラホマ州は公式に自治体としてのピチャーを廃止し、この日をもって公共サービスも終了した。2000年アメリカ合衆国国勢調査の際には、1,640だった人口は、10年後の2010年アメリカ合衆国国勢調査の際には、僅か20人になっていた。アメリカ合衆国連邦政府は、残る私有地の買収を進め、2011年1月時点で6件の住宅と1件の商業物件を残すだけとなった。これらの物件の所有者は、いかなる金額を提示されても、資産の売却と移住を拒否していた。いくつかの歴史登録財を除いて、町に残る建物はこの年の終わりまでに順次解体された。最後まで残された空家の建物は、かつてピチャー鉱業博物館が入居していた建物であったが、2015年4月に放火によって焼失した。しかしながら、この時点で、歴史的資料や遺物は、既にオクラホマ州マイアミに所在するドブソン博物館に移されていた。
ピチャーは世界中にいくつか存在する、地域の鉱業による環境問題、並びに健康問題が原因でヒトの居住が困難と公表され、無人となった自治体の一つである。ピチャーのほかに、アメリカ合衆国国内であればコロラド州ギルマンやペンシルベニア州セントラリア、そしてアメリカ合衆国国外ではオーストラリア連邦西オーストラリア州ウィットヌーンなどがある。
ピチャーに最も近い町は、ピチャーと同じ無人となっている衛星都市のカーディン、ツリース、ドゥーザットを除けば、同じオクラホマ州オタワ郡のコマースとクオポー、そしてオタワ郡の郡庁所在地であるマイアミが挙げられる。

## 歴史
1913年に、トライステート地区が拡大されたことに伴い、ハリー・クローフィッシュの主張によって鉛と亜鉛の鉱石が発見され、採掘が開始された。集落がこの新たな採掘地の周囲に夜を徹して開発され、ピチャー・リード・カンパニーのオーナーであるO. S. ピチャーに敬意を表してピチャーと名づけられた。1918年には正式に町が設置され、1920年までにピチャーの人口は9,726人にまで成長した。人口のピークは1926年で、この時の人口は14,252人であったが、その後の鉱業の衰退に伴って人口は逓減していき、1960年までに僅か2,553人にまで減少した。
ピチャー地域は、トライステート鉱山地区の中で、鉛と亜鉛の採掘量が最多となり、1917年から1947年の間に200億ドル相当の鉱石が採掘された。第一次世界大戦中に消費された鉛と亜鉛の半分以上がこのピチャーで採掘されたものであった。最盛期には、14,000人を超える鉱員が働いており、これに加えて鉱業サービスのためにさらに4,000人が働いていた。多くの労働者が、ミズーリ州ジョプリンやカーテージのような遠方からも、広範な路面電車網を用いて通勤していた。鉱石の採掘は1967年に終了し、坑道からの排水も停止することとなった。この結果、14,000もの廃坑道からの汚染水、7,000万トンにも上る鉱滓、3,600万トンにも上る製錬時に発生する廃土とヘドロが放置され、環境問題解決への大きな支障となっている。この様な環境汚染地域の特定と環境回復を行う連邦法の結果、1983年にこの地域はタール・クリーク・スーパーファンド・サイトの一部に組み込まれた。1994年のアメリカインディアン衛生局が実施した、この町に居住するアメリカ先住民の子供たちの血中鉛濃度調査の結果、おおよそ35%の子供たちが、血液1dL当たり10mgを超える鉛が含まれていることが示唆されていた。この鉛濃度は、アメリカ疾病予防管理センターが健康被害を懸念するものであった。1994年8月、子供たちが鉛に曝露されている場所を特定するために、アメリカ合衆国環境保護庁（英語: United States Environmental Protection Agency, EPA）は、託児所や学校敷地など、その他にも子供たちが集まるような場所の土を採集した。この採集の結果、表土には鉛以外にカドミウムやその他の重金属が顕著に検出された。

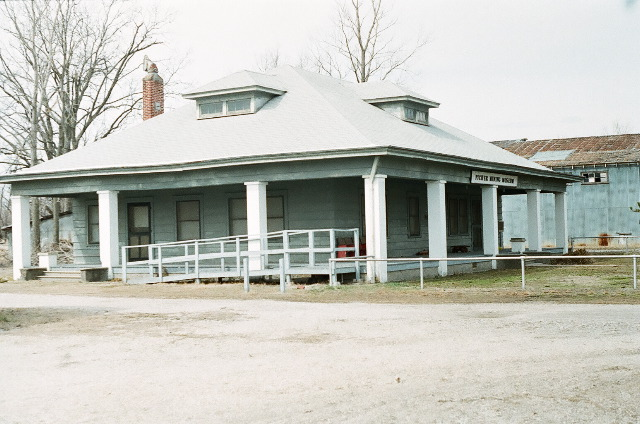
かつてトライ＝ステート鉛亜鉛鉱石採掘協会の事務所として使われていた建物。2008年にアメリカ合衆国国家歴史登録財に登録された。2015年4月の放火によって焼失した

四半世紀にわたって、この地域でいくつかの環境回復の取り組みが行われたものの、環境汚染に加えて、他の深刻な環境問題が発覚したことによって、最終的に政府はピチャーの町を閉鎖し、居住者を移住させることを決定した。このことは、2006年4月24日にロイターによって報道された。採掘が行われていた際、広い範囲で浅い位置に埋蔵されている鉱石を大量に採掘してしまったことで、ピチャーの町の建物の多くが地盤沈下の危機に瀕していた。

### 竜巻
2008年5月10日、ピチャーの町はEFスケール4の竜巻に襲われた。確認されているだけで6名が死亡し、内1名は子供であった上、多数の負傷者がでた。この竜巻は、当初カンザス州南東に位置するチェトパにほど近い、カンザス州とオクラホマ州の州境付近のオクラホマ州側の位置で発生し、その後東進した。竜巻はピチャーの町を襲い、町のうち20区画が大きな被害を受け、家屋や商業施設が壊滅または倒壊した。ピチャーにおける被害は、EFスケール4とされた。この竜巻で、ピチャーのみで少なくとも150人の人々が負傷している。この竜巻はそのまま東進を続け、クオポーとピオリアのちょうど北側を通過し、州間高速道路44号線と交差する直前でミズーリ州へと進行した。すでに町から住人を退去させる計画が存在したことから、連邦政府は家屋の再建築を行わないこと、そして以前から計画されていた、住人の移住を補助するための買収を続けていくことに決めた。
オクラホマ州知事・ブラッド・ヘンリーは、州軍部隊に、ピチャーの中でも最も被害の大きかった地域を援助する緊急指示を行っている。竜巻による停電により、ピチャーには緊急事態宣言が発令された。この竜巻により、水道の検査機器が壊滅してしまったため、オクラホマ地方水道協会の職員が支援のために派遣された。緊急用発電機を持参し、地方水道協会職員は竜巻の被害から2日後にはこの水道検査システムを通常通り稼働するように修理している。

### 閉鎖
2009年4月、住民たちがピチャー＝カーディン学区解散に関する投票を実施し、55対6で解散が決議された。そして5月に、最後の11のクラスが解散した。2009年までに、この学区の入学者は、おおよそ一学年343人の学生がいた時期から減少し、最終的に合計で49人の在学者のみとなっていた。卒業生以外の学生は、コマース・クオポー学区に割り当てられた。

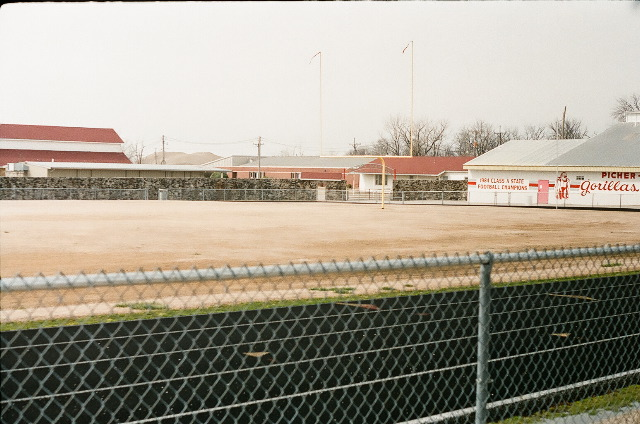
ピチャー＝カーディン高等学校の運動場（2008年撮影）

町の郵便局は、2009年7月に閉鎖されることとなっており、町の行政サービスも2009年9月1日に終了することとなっていた。2009年6月29日までに、住民全員がピチャーから恒久的に移住することが可能かを確認する連邦政府の審査を受けた。この町は、居住に適さない程汚染されていると考えられている。最後の日には、残っていたすべての居住者たちが、学校の講堂に集まり別れを告げた。しかし、2010年11月の時点でピチャーにはまだ「1棟の商業施設と6棟の居住家屋」があると報告された。
2011年1月になると、残されていたほぼ全ての商業施設の解体日程が決められた。オール・マイナーズ・ファーマシー（英語: Ole Miners Pharmacy）のオーナー、ゲイリー・リンダーマン（英語: Gary Linderman）は、最後の住民が去るまで、ピチャーの町に留まり続けると語っていた。2014年3月までに、ピチャー＝カーディン高等学校の建物やキリスト教教会、そして少数の商業施設を含む建築物の多くが消え去り、同様に多くの家屋も同様に解体された。
地方自治体としてのピチャーは、正式には2013年11月26日に廃止された。
ピチャー鉱山地区博物館は、かつてトライ＝ステート亜鉛・鉛鉱物生産者協会（英語: Tri-State Zinc and Lead Ore Producers Association）の建物に入居していたが、2015年4月に放火により壊滅している。同博物館に所蔵されていた資料は、これ以前にピッツバーグ州立大学に送られており、それ以外のものもカンザス州バクスタースプリングスのカンザス遺産センター博物館（英語: Kansas Heritage Center and Museum）に移送されていた。2017年3月には、元々は一部屋しかないごく小規模な学校として建築された後、キリスト教教会へと改装され、何度か被写体として使われたこともある教会建物も火災で焼失した。
オール・マイナーズ・ファーマシーのオーナーであるゲイリー・リンダーマンは、2007年5月28日のピープル誌の「私たちの中の英雄」のコーナーに採り上げられ、「優しさの処方箋」と題された。彼は、この地から彼を必要とする人が誰もいなくなるまで留まり続け、この町から最後に出ていくことを誓っていた。リンダーマンは、2015年6月9日に急病により60歳で死去した。これにより、ピチャーの町の人口は0となり、名実共にゴーストタウンとなった。
この間にも、ピチャーの町の解体は続けられていた。2019年9月17日、アメリカ合衆国環境保護庁は、オクラホマ州およびクオポー地域の連名で、タール・クリーク・スーパーファンド・サイトの浄化を進めるための最終タール・クリーク戦略計画（英語: Final Tar Creek Strategic Plan）を公表した。アメリカ合衆国環境保護庁は、多くの取り組みがこれまですすめられたことを指摘しつつも、まだ多くの取り組みが道半ばであり、この計画は浄化を加速させるためのものであるとした。
2015年から、かつての住民たちがピチャーの町の跡地でクリスマスパレードを催している。

## 地理
ピチャーは、オタワ郡郡庁所在地のマイアミの北8mi（13km）に位置している。アメリカ合衆国国勢調査局によれば、ピチャーの町域は2.2mi2（5.7km2）である。

## 人口

### 2000年の国勢調査
2000年に実施されたアメリカ合衆国国勢調査時、ピチャーの町は人口1,640人、621世帯、417の家族が居住していた。人口密度は、734.0人/mi2（283.4人/km2）であった。家屋は、708棟存在していたため、家屋密度は316.9棟/mi2（122.4棟/km2）であった。人種構成は、全体の77.13%が白人、13.78%がネイティブ・アメリカン、0.18%が太平洋諸島にルーツを持つ人々、0.12%がアジアにルーツを持つ人々、0.06%はそのほかのルーツを持つ人々、そして8.72%が2つ以上のルーツを持つ人々であった。ヒスパニックやその他のラテン系のルーツを持つ人々が全体の1.40%であった。
621世帯が居住していたが、そのうち30.9%が18歳未満の子供が同居しており、また50.6%が結婚して同居していた。一方で12.4%は独身女性の世帯であり、32.7%が家族がいない状態だった。全世帯の29.1%が個人で構成されており、14.0%は65歳以上の老人が一人で居住していた。1世帯当たりの平均人数は2.58、1つの家族では3.20人が居住していた。
この町の年齢構成は、18歳未満が27.1%、18から24歳が9.1%、25から44歳が24.0%、45から64歳が23.5%、そして65歳以上が16.2%だった。また、平均年齢は37歳であった。男女比は、女性:男性＝100:95.2であり、これを18歳以上に限定すると女性:男性=100:90.0であった。
この町の平均世帯年収は19,722ドル、平均家族年収が25,950ドルであった。これを男女で比較すると、男性の平均年収は25,950ドル、女性の平均年収は15,947ドルであった。この町の1人当たりの所得は、10,938ドルであった。約21.1%の家族と人口の25.4%が貧困線を下回っており、このうち27.4%が18歳未満、30.9%が65歳以上であった。

## 教育
ピチャーの町には、ピチャー＝カーディン公立学校が設置されていたが、2009年に閉校している。そして、この学校の学区はクオポー公立学校の学区に統合された。

## 様々なメディアでの扱い
ピチャーは、PBSのインディペンデント・レンズの映画『ザ・クリーク・ランズ・レッド (The Creek Runs Red)』で取り上げられた。その中では、この町の人々のつながりや移住するかどうかの葛藤についてが扱われた。またピチャーは、ザ・ジャンプ・ザ・フェンス・プロダクションズの映画『タール・クリーク (Tar Creek)』でも取り扱われた。この映画は、マット・マイヤーズ（英語: Matt Myers）が、監督・脚本、そしてナレーションを務めた。
ピチャーは、ザ・ヒストリー・チャンネルの『人類滅亡-LIFE AFTER PEOPLE-』の1エピソードで採り上げられた。前述の竜巻もまた、ザ・ウェザー・チャンネルの『ストーム・ストーリーズ (Storm Stories)』で採り上げられている。
ピチャーはまた、ディスカバリーチャンネルの番組『Forgotten Planet: Abandoned America』の初回エピソードで、ウクライナのプリピャチとともに採り上げられており、それぞれの町での、工業災害による居住者の移住の物語となっている。
2015年4月、ピチャーはナショナル ジオグラフィックの『The Watch』の一部に取りあげられており、その中では全町民が移住し放棄された町と、一握りの移住反対派が居住している様子が用いられた。
オクラホマ州クレイグ郡ウェルチで発生したダニーとケイシーのフリーマン夫妻が殺され、娘のアシュリー・フリーマンとその友人のローリア・バイブルが失踪した事件に関する警察の捜査においては、数多の証人による証言や、共犯者と主張される人物らが聞いたという噂が含まれていた。その噂では、失踪したローリア・バイブルとアシュリー・フリーマンは、ピチャーの坑道か竪坑にいるというもので、それはこの事件の第一容疑者であったウォーレン・フィリップ・ウェルチに脅迫されたためというものであった。実際にウェルチは、彼らに対して、彼らは「最終的には、あの2人の少女と同じようにピチャーの穴に落ちることになるだろう」と語っていたという。彼女たちの消息はわからないままであったが、容疑者であったロニー・ディーン・ビシックがこの事件に関与したとして、2018年4月に逮捕された。ビシックは、2020年7月15日に、フリーマン夫妻に対する第一級殺人、オクラホマ州ウェルチ近郊にあった夫妻の家への放火、そして2名の少女の失踪および推定殺人により有罪判決を受けた。彼は、この事件に対してウォーレン・"フィル"・ウェルチとデイヴィッド・ペニントンの2名の関与について認める証言を行ったが、この時点で2名とも既に死去していた。彼は、懲役15年を宣告され、その内10年は仮釈放なしとされた。
2021年8月、オクラホマ州ピチャーは、サイエンスチャンネルの番組『ワット・オン・アース?』シーズン10第91話で取り上げられた。
オクラホマシティ出身のスラッジ・メタルバンド、チャット・パイルは、この町の鉱滓山に由来している。
2023年現在、この町の実話を基にしたミュージカルが制作され、上演されている。このミュージカルは、『ザ・ピチャー・プロジェクト』と題され、その物語には、タール・クリークの水質管理人、レベッカ・ジムやピチャーで生まれ育ち、かつて町長を務めていたオーヴィル・"ホッピー"・レイのような、実際にピチャーで生活していた人々と、物語を適切に伝えるための現実の人物を基にした架空の人物が含まれている。その中には、クオポー族の人物も含まれている。この舞台は、企画制作を、クエンティン・マディア、ローレン・ペライア、アレックス・ネゼヴィックによって行われていたが、ネゼヴィックは最終的に独立事業に注力することを理由に友好的に離脱した。公式な制作、台本や音楽の制作に先立ち、制作陣はピチャーの町を訪れ、レベッカ・ジムによって一帯を案内された。また彼らは、かつてのピチャーの住民にインタビューを行っており、その中には先述のオーヴィル・レイの息子も含まれていた。このミュージカルは、小規模な上映会をディクソン・プレイス、バーンアーツ、そして54ビロウで開催したことがあり、それと同様に非営利劇場であるザ・デア・タクティックで2曲をバーチャル上演し、宣伝に加えて、ミュージカルへの評価も上昇した。最近では、2023年4月30日にマディアとペライアは、ニュージャージー大学で、大学演劇場の劇団員とともに、招待者だけを観客にし、最新版のこのミュージカルを演じる小規模な演劇を運営した。ザ・ピチャー・プロジェクトは、複数のニュース記事に取り上げられ、報道した媒体として、ジョプリン・グローブが2回、ほかにKOAM-TV、フォー・ステーツ・ニュース、E&Eニュース、そしてブロードウェイワールドがある。

## ゆかりのある人物
- カール・マイヤーズ（英語版） - 殺人犯。シリアルキラーの疑いがある。
- ジョー・ドン・ルーニー（英語版） - カントリー・ポップミュージシャン。ラスカル・フラッツのリードギタリスト・ボーカリスト[45]。
- ティム・スペンサー（英語版） - サンズ・オヴ・ザ・パイオニアーズ（英語版）のボーカリスト、作曲家。また俳優としても活動した。